# Bouvines
 Bouvines  es una población y comuna francesa, en la región de Alta Francia, departamento de Norte, en el distrito de Lille y cantón de Cysoing.

## Demografía
| 564 | 560 | 611 | 577 | 683 | 772 |
| Para los censos de 1962 a 1999 la población legal corresponde a la población sin duplicidades (Fuente: INSEE [Consultar]) |     |     |     |     |     |